# Prometeo incatenato (Goldmark)
Il Prometeo incatenato (Gefesselten Prometheus des Aeschylos) è una ouverture da concerto composta nel 1889 dall'ungherese Karl Goldmark.
Il mito di Prometeo, molto popolare tra i romantici, era già stato ripreso da altri compositori quali Ludwig van Beethoven, nel balletto Le creature di Prometeo, e Franz Liszt, nel poema sinfonico Prometeo.
Secondo alcuni critici la composizione di Goldmark è da ritenersi un poema sinfonico sul modello di Liszt, piuttosto che una vera e propria ouverture, nonostante il titolo che farebbe pensare ad un preludio musicale da anteporre alla rappresentazione della tragedia di Eschilo.